# Медведицкий
Медве́дицкий — посёлок городского типа в Жирновском районе Волгоградской области России. Административный центр Медведицкого городского поселения.
Население — 1023 (2021)

## История
Основан в конце XIX века как посёлок при железнодорожной станции Медведица железнодорожной линии Тамбов -Камышин, открытой в 1894 году.
Указом Президиума Верховного Совета РСФСР от 20 апреля 1956 года поселок при железнодорожной станции Медведица отнесен к категории рабочих поселков с присвоением ему наименования Медведицкий.

## Физико-географическая характеристика
Село находится в лесостепи, в пределах Приволжской возвышенности, являющейся частью Восточно-Европейской равнины, в долине реки Медведица (в 3 км от реки). В окрестностях села распространены пойменные кислые почвы (в пойме Медведицы) и чернозёмы. Высота центра населённого пункта — 106 метров над уровнем моря.
По автомобильным дорогам расстояние до областного центра города Волгограда составляет 280 км, до районного центра города Жирновск — 28 км, до ближайшего крупного города Саратова — 220 км. Железнодорожная станция Медведица железнодорожной ветки Балашов-Петров Вал Волгоградского региона Приволжской железной дороги.
Климат
Климат умеренный континентальный (согласно классификации климатов Кёппена — Dfa). Многолетняя норма осадков — 426 мм. Наибольшее количество осадков выпадает в июле — 45 мм, наименьшее в марте — 22 мм. Среднегодовая температура положительная и составляет + 6,3 С, средняя температура самого холодного месяца января −10,1 С, самого жаркого месяца июля +22,0 С.
Часовой пояс
Медведицкий, как и вся Волгоградская область, находится в часовой зоне МСК (московское время). Смещение применяемого времени относительно UTC составляет +3:00. Истинный полдень — 11:44:51 по местному времени

## Население
| 1959  | 1970  | 1979  | 1989  | 2002  | 2009  | 2010  |
| ----- | ----- | ----- | ----- | ----- | ----- | ----- |
| 1626  | ↘1535 | ↘1473 | ↘1451 | ↗1472 | ↘1276 | ↗1298 |
| 2012  | 2013  | 2014  | 2015  | 2016  | 2017  | 2018  |
| ↘1245 | ↘1199 | ↘1156 | ↘1121 | ↘1108 | ↗1124 | ↘1094 |
| 2019  | 2020  | 2021  |       |       |       |       |
| ↘1076 | ↘1055 | ↘1023 |       |       |       |       |